# برايان جيمس (لاعب كريكت)
برايان جيمس (23 أبريل 1934 - 1999) (بالإنجليزية: Brian James)‏ هو لاعب كريكت بريطاني.